# Japan Open Tennis Championships 2023 - Doppio
Il doppio del torneo di tennis professionistico Japan Open Tennis Championships 2023, facente parte della categoria ATP Tour 500 nell'ambito dell'ATP Tour 2023, si è giocato dal 15 al 22 ottobre 2023 a Tokyo, in Giappone.
Tra i partecipanti erano presenti Mackenzie McDonald e Marcelo Melo, i detentori del titolo, ma sono stati eliminati al primo turno da Sander Gillé e da Joran Vliegen.
In finale Rinky Hijikata e Max Purcell hanno sconfitto Jamie Murray e Michael Venus con il punteggio di 6-4, 6-1.

## Teste di serie
1. Rohan Bopanna /  Matthew Ebden (ritirati)
2. Marcel Granollers /  Horacio Zeballos (ritirati)

1. Marcelo Arévalo /  Jean-Julien Rojer (semifinale)
2. Sander Gillé /  Joran Vliegen (quarti di finale)

## Wildcard
1. Toshihide Matsui /  Kaito Uesugi (primo turno)

1. Sho Shimabukuro /  Yosuke Watanuki (quarti di finale)

## Qualificati
1. Taisei Ichikawa /  Masamichi Imamura (primo turno)

### Lucky loser
1. Kaichi Uchida /  Yasutaka Uchiyama (quarti di finale)
2. Shintaro Mochizuki /  Rio Noguchi (primo turno)

1. Seita Watanabe /  Takeru Yuzuki (primo turno)

## Tabellone

### Legenda
| - Q = Qualificato - WC = Wild card - LL = Lucky loser | - ALT = Alternate - SE = Special Exempt - PR = Protected Ranking | - w/o = Walkover - r = Ritirato - d = Squalificato |

|  | Primo turno | Primo turno               | Primo turno               | Primo turno | Primo turno |  |  | Quarti di finale | Quarti di finale         | Quarti di finale         | Quarti di finale     | Quarti di finale |   |      | Semifinali | Semifinali                 | Semifinali                 | Semifinali                 | Semifinali                 |   |   | Finale | Finale | Finale | Finale | Finale |  |
|  |             |                           |                           |             |             |  |  |                  |                          |                          |                      |                  |   |      |            |                            |                            |                            |                            |   |   |        |        |        |        |        |  |
|  | LL          | K Uchida Y Uchiyama       | K Uchida Y Uchiyama       | 6           | 6           |  |  |                  |                          |                          |                      |                  |   |      |            |                            |                            |                            |                            |   |   |        |        |        |        |        |  |
|  |             | F Cerúndolo TM Etcheverry | F Cerúndolo TM Etcheverry | 0           | 1           |  |  | LL               | K Uchida Y Uchiyama      | K Uchida Y Uchiyama      | 3                    | 4                |   |      |            |                            |                            |                            |                            |   |   |        |        |        |        |        |  |
|  |             | N Lammons J Withrow       | 7                         | 3           | [10]        |  |  |                  | N Lammons J Withrow      | N Lammons J Withrow      | 6                    | 6                |   |      |            |                            |                            |                            |                            |   |   |        |        |        |        |        |  |
|  | WC          | T Matsui K Uesugi         | 62                        | 6           | [7]         |  |  |                  |                          |                          |                      |                  |   |      |            | N Lammons J Withrow        | 65                         | 6                          | [12]                       |   |   |        |        |        |        |        |  |
|  | 4           | S Gillé J Vliegen         | S Gillé J Vliegen         | 7           | 7           |  |  |                  |                          |                          | J Murray M Venus     | 7                | 2 | [14] |            |                            |                            |                            |                            |   |   |        |        |        |        |        |  |
|  |             | M McDonald M Melo         | M McDonald M Melo         | 5           | 65          |  |  | 4                | S Gillé J Vliegen        | 6                        | 5                    | [5]              |   |      |            |                            |                            |                            |                            |   |   |        |        |        |        |        |  |
|  | LL          | S Watanabe T Yuzuki       | 2                         | 7           | [3]         |  |  |                  | J Murray M Venus         | 4                        | 7                    | [10]             |   |      |            |                            |                            |                            |                            |   |   |        |        |        |        |        |  |
|  |             | J Murray M Venus          | 6                         | 68          | [10]        |  |  |                  |                          |                          |                      |                  |   |      |            | Jamie Murray Michael Venus | Jamie Murray Michael Venus | 4                          | 1                          |   |   |        |        |        |        |        |  |
|  | Q           | T Ichikawa M Imamura      | 3                         | 7           | [7]         |  |  |                  |                          |                          |                      |                  |   |      |            |                            |                            | Rinky Hijikata Max Purcell | Rinky Hijikata Max Purcell | 6 | 6 |        |        |        |        |        |  |
|  |             | B McLachlan Y Nishioka    | 6                         | 65          | [10]        |  |  |                  | B McLachlan Y Nishioka   | B McLachlan Y Nishioka   | 3                    | 63               |   |      |            |                            |                            |                            |                            |   |   |        |        |        |        |        |  |
|  |             | A Erler L Miedler         | A Erler L Miedler         | 4           | 4           |  |  | 3                | M Arévalo J-J Rojer      | M Arévalo J-J Rojer      | 6                    | 7                |   |      |            |                            |                            |                            |                            |   |   |        |        |        |        |        |  |
|  | 3           | M Arévalo J-J Rojer       | M Arévalo J-J Rojer       | 6           | 6           |  |  |                  |                          |                          |                      |                  |   |      | 3          | M Arévalo J-J Rojer        | 6                          | 3                          | [4]                        |   |   |        |        |        |        |        |  |
|  |             | N Mektić J Peers          | N Mektić J Peers          | 4           | 2           |  |  |                  |                          |                          | R Hijikata M Purcell | 3                | 6 | [10] |            |                            |                            |                            |                            |   |   |        |        |        |        |        |  |
|  | WC          | S Shimabukuro Y Watanuki  | S Shimabukuro Y Watanuki  | 6           | 6           |  |  | WC               | S Shimabukuro Y Watanuki | S Shimabukuro Y Watanuki | 6                    | 4                |   |      |            |                            |                            |                            |                            |   |   |        |        |        |        |        |  |
|  |             | R Hijikata M Purcell      | 5                         | 7           | [10]        |  |  |                  | R Hijikata M Purcell     | R Hijikata M Purcell     | 7                    | 6                |   |      |            |                            |                            |                            |                            |   |   |        |        |        |        |        |  |
|  | LL          | S Mochizuki R Noguchi     | 7                         | 64          | [5]         |  |  |                  |                          |                          |                      |                  |   |      |            |                            |                            |                            |                            |   |   |        |        |        |        |        |  |

## Qualificazioni

### Teste di serie
1. Kaichi Uchida /  Yasutaka Uchiyama (primo turno, lucky loser)

1. Seita Watanabe /  Takeru Yuzuki (primo turno, lucky loser)

### Qualificati
1. Taisei Ichikawa /  Masamichi Imamura

#### Lucky loser
1. Kaichi Uchida /  Yasutaka Uchiyama
2. Shintaro Mochizuki /  Rio Noguchi

1. Seita Watanabe /  Takeru Yuzuki

### Tabellone
|  | Primo turno | Primo turno                       | Primo turno | Primo turno | Primo turno |  |  | Ultimo turno | Ultimo turno                      | Ultimo turno                      | Ultimo turno | Ultimo turno |  |
|  |             |                                   |             |             |             |  |  |              |                                   |                                   |              |              |  |
|  | 1/WC        | Kaichi Uchida Yasutaka Uchiyama   | 7           | 64          | [4]         |  |  |              |                                   |                                   |              |              |  |
|  | Alt         | Shintaro Mochizuki Rio Noguchi    | 65          | 7           | [10]        |  |  | Alt          | Shintaro Mochizuki Rio Noguchi    | Shintaro Mochizuki Rio Noguchi    | 5            | 4            |  |
|  |             | Taisei Ichikawa Masamichi Imamura | 4           | 6           | [10]        |  |  |              | Taisei Ichikawa Masamichi Imamura | Taisei Ichikawa Masamichi Imamura | 7            | 6            |  |
|  | 2           | Seita Watanabe Takeru Yuzuki      | 6           | 3           | [8]         |  |  |              |                                   |                                   |              |              |  |